# 山本拙郎
山本 拙郎（やまもと せつろう、1890年2月22日 - 1944年9月13日）は、日本の建築家。住宅専門会社あめりか屋技師長として知られる。

## 経歴
1890年（明治23年）2月22日、高知県香美郡岩村（現南国市）に生まれる。旧制高知中学校（現高知県立高知追手前高等学校）から、第三高等学校に進学。卒業後の1914年（大正3年）、早稲田大学理工学部建築学科入学。当時、三高から私学に進学するのは異例で、いとこで早稲田大学教授だった山本忠興の勧めと考えられている。1917年（大正6年）、同校卒業。
同年、橋口信助が創立した住宅設計施工会社「あめりか屋」へ就職、5年後に設計部の技師長になる。住宅改良会の機関誌『住宅』の編集・寄稿や、著書『家を住みよくする法』などを通して啓蒙的な執筆活動を行った。1925年には、遠藤新の住宅観を批判して論争となった（拙新論争）。建築家が家具に至るまで統一的にデザインした住宅を追求する遠藤に対して、山本は施主の意向に合わせた住みやすい住宅を良しとする立場であった。これは日本の住宅史上初めての論争と言われる。
1928年（昭和3年）2月、橋口が亡くなると、あめりか屋の責任者となる。1931年、事業不振の責任を取り、あめりか屋大阪店の西村辰次郎に経営を譲る。ただし、1939年頃まであめりか屋に籍を置いていたようである。
1932年、同潤会嘱託となり、住宅相談を担当。1935年、満州へ行き、満州電業の社宅を建設。1939年、上海へ渡り、1940年から1941年にかけて通称五条ヶ辻と呼ばれた振興住宅組合（上海恒産株式会社）・上海新市街（上海特別市中心区）に日本人住宅を設計（明和街の甲号住宅、平昌街の乙号住宅・丙号住宅、慶林街の丁号住宅の4タイプ）。1944年、上海で脳溢血のため死去。

## 作品
あめりか屋で多くの住宅を設計したが、担当者のわかる資料が乏しく、明確に山本の作品と挙げられるものは少ない。
- 和田豊治別荘（1920年、別府） - 後に中山悦治の所有となり、中山別荘と呼ばれた。現存せず。
- 山本忠興邸「電気の家」（1922年） - 山本はいとこで早大電気工学科教授。自邸で電化生活を実践した。現存せず。
- 富士見町教会（1929年） - 関東大震災後の再建。現存せず。
- 渡辺甚吉邸（1934年） - 設計は元あめりか屋の遠藤健三で、山本が全体計画、今和次郎が照明などを担当したという。後にスリランカ大使館邸[5]。その後、ハウスウエディングに使用された後、2022年に取手市に移築。国の登録有形文化財。

## 人物像など
- 藤森照信は自著で山本拙郎のことを「日本最初の住宅作家」「住宅を好んで志した最初のアーキテクト」としている。キリスト教の環境に育った影響からか、明治式の立身出世的人生観から切れていたとみられる。性格もやさしく温厚で、その作品も温厚、素直な作風として知られる。あめりか屋の啓蒙面として健筆をふるった『住宅』誌上の文章も、大変ロマンティックなものであった。
- 雑誌で住宅設計競技を企画した。吉村順三は中学生当時、住宅の設計競技に応募し入選を果たした経験から山本を「私が最初に好きになった建築家」と語っている。
- 従弟池田武邦も建築家になった。
- 客人を迎えるため玄関のドアは内開き、と啓蒙していた。
- 日本女子大学などで講師歴任。

## あめりか屋
あめりか屋は1909年（明治42年）に橋口信助が創立したハウスメーカーで、アメリカから持ち帰った組立式のバンガロー住宅（現在で言うプレハブ住宅の材料）をもとに、赤坂に外国人向けの貸家（藤倉氏貸家）を建てて営業した。アメリカ風の中小住宅であることをセールスポイントにしていた。